# Жандов
Жандов (нім. Sandau) — місто у Чехії, розташоване в окрузі Чеська Липа Ліберецького краю. Тут мешкає близько 1900 чоловік. 
Місто розташоване на території заповідника Чеські центральні гори, на правому березі річки Плоучніце, приблизно за 11 км на захід від районного міста Чеська Липа.
Перша письмова згадка про село походить з 1282. У середині XV століття Жандов отримав статус міста. Його жителі займались ремеслами.

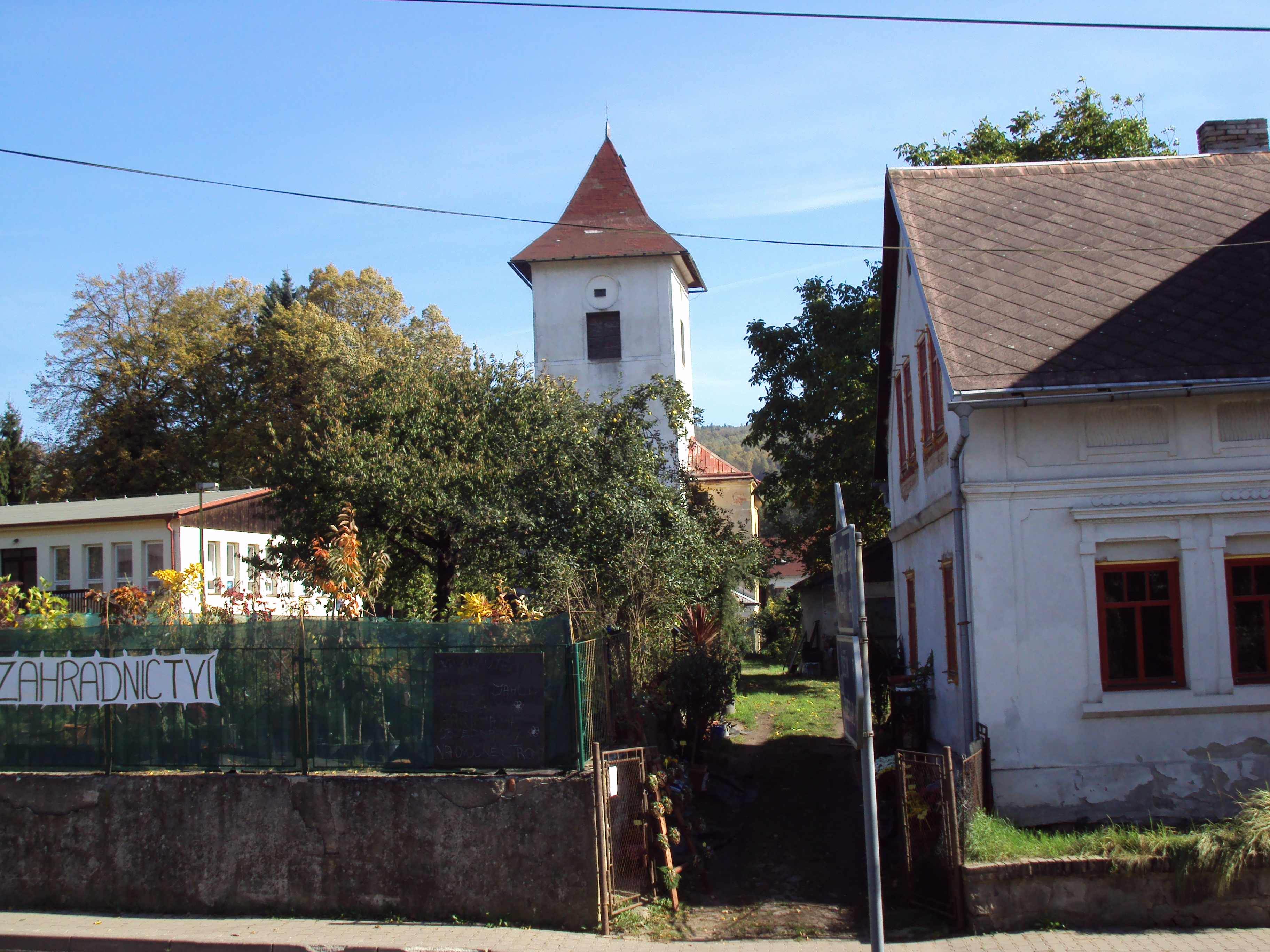
Костел і дитячий садок зліва

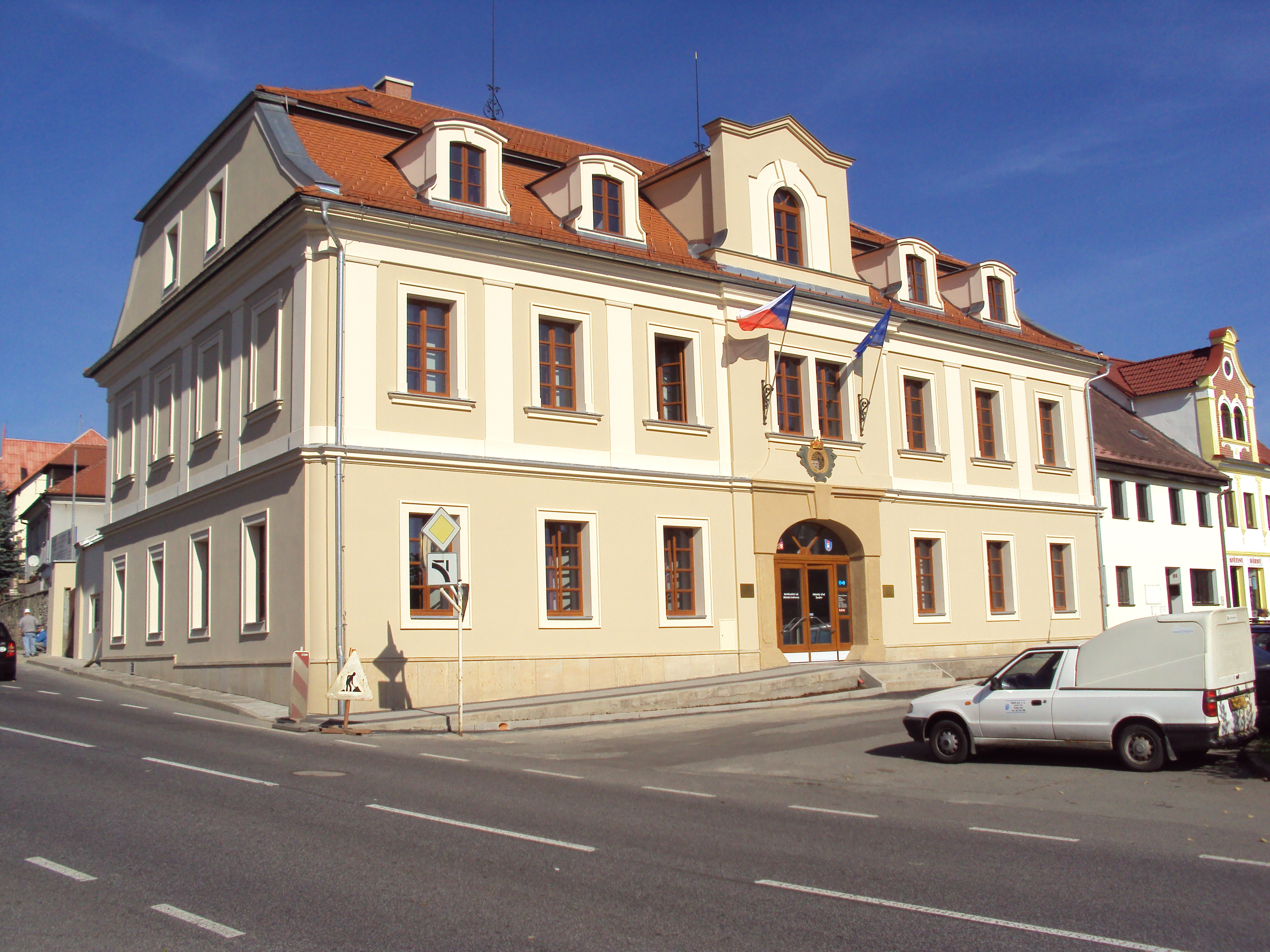
Будинок Коруна на площі, сучасна ратуша

## Архітектурні та природні пам'ятки
- Костел св. Варфоломія 1341, перебудований у стилі бароко у XVIII столітті.
- Колона зі статуєю Св. Себастьяна (1822) на згадку про епідемію чуми 1740.
- Будинок Коруна на площі, колишня панська садиба.  Восени 2010, після капітальної реконструкції будівлі, у ній розмістилось міське управління. Біля входу висить герцогський герб Анни Марії Франциски з Тоскани (1627—1741), яка мешкала в замку в Закупах, але місцева територія також належала їй.
- Міський фонтан був побудований на площі в 1536 з дерева тодішнім власником маєтку Якубом Маушвицьким. Перебудований з каменю в 1853. Відремонтований в 1997 та внесений до списку пам’яток національної культури.
- У селі Велька Яворска, біля Жандова, простягається більша частина природної пам’ятки Боброва ущелина[7].
- Дворський пагорб висотою 527 м.

## Транспорт
Через село проходить залізнична лінія 086 від Дечина до Чеської Липи. Дорога II/262 проходить через південну частину міста.

## Населення
| Рік  | Чисельність | Чисельність |
| ---- | ----------- | ----------- |
| 1869 | 3896        | [ 8 ]       |
| 1880 | 4003        | [ 8 ]       |
| 1890 | 3648        | [ 8 ]       |
| 1900 | 3365        | [ 8 ]       |
| 1910 | 3281        | [ 8 ]       |
| 1921 | 3159        | [ 8 ]       |
| 1930 | 3286        | [ 8 ]       |

| Рік  | Чисельність | Чисельність |
| ---- | ----------- | ----------- |
| 1950 | 1952        | [ 8 ]       |
| 1961 | 2095        | [ 8 ]       |
| 1970 | 2050        | [ 8 ]       |
| 1980 | 2336        | [ 8 ]       |
| 1991 | 1990        | [ 8 ]       |
| 2001 | 1892        | [ 8 ]       |
| 2014 | 1986        | [ 9 ]       |

| Рік  | Чисельність | Чисельність |
| ---- | ----------- | ----------- |
| 2016 | 1926        | [ 10 ]      |
| 2017 | 1908        | [ 11 ]      |
| 2018 | 1911        | [ 12 ]      |
| 2019 | 1895        | [ 13 ]      |
| 2020 | 1912        | [ 14 ]      |
| 2021 | 1888        | [ 15 ]      |
| 2021 | 1844        | [ 16 ]      |

| Рік  | Чисельність | Чисельність |
| ---- | ----------- | ----------- |
| 2022 | 1917        | [ 17 ]      |
| 2023 | 1943        | [ 18 ]      |
| 2024 | 1935        | [ 19 ]      |
| 2025 | 1922        | [ 4 ]       |

| Рік  | Чисельність | Чисельність |
| ---- | ----------- | ----------- |
| 1869 | 3896        | [ 8 ]       |
| 1880 | 4003        | [ 8 ]       |
| 1890 | 3648        | [ 8 ]       |
| 1900 | 3365        | [ 8 ]       |
| 1910 | 3281        | [ 8 ]       |
| 1921 | 3159        | [ 8 ]       |
| 1930 | 3286        | [ 8 ]       |

| Рік  | Чисельність | Чисельність |
| ---- | ----------- | ----------- |
| 1950 | 1952        | [ 8 ]       |
| 1961 | 2095        | [ 8 ]       |
| 1970 | 2050        | [ 8 ]       |
| 1980 | 2336        | [ 8 ]       |
| 1991 | 1990        | [ 8 ]       |
| 2001 | 1892        | [ 8 ]       |
| 2014 | 1986        | [ 9 ]       |

| Рік  | Чисельність | Чисельність |
| ---- | ----------- | ----------- |
| 2016 | 1926        | [ 10 ]      |
| 2017 | 1908        | [ 11 ]      |
| 2018 | 1911        | [ 12 ]      |
| 2019 | 1895        | [ 13 ]      |
| 2020 | 1912        | [ 14 ]      |
| 2021 | 1888        | [ 15 ]      |
| 2021 | 1844        | [ 16 ]      |

| Рік  | Чисельність | Чисельність |
| ---- | ----------- | ----------- |
| 2022 | 1917        | [ 17 ]      |
| 2023 | 1943        | [ 18 ]      |
| 2024 | 1935        | [ 19 ]      |
| 2025 | 1922        | [ 4 ]       |